# Hampden (Maine)
Hampden es un pueblo ubicado en el condado de Penobscot en el estado estadounidense de Maine. En el Censo de 2010 tenía una población de 7.257 habitantes y una densidad poblacional de 72,14 personas por km².
El 3 de septiembre de 1814, durante la guerra anglo-estadounidense fue capturada y saqueada junto con Bangor por las tropas británicas. 

## Geografía
Hampden se encuentra ubicado en las coordenadas 44°43′58″N 68°52′58″O / 44.73278, -68.88278. Según la Oficina del Censo de los Estados Unidos, Hampden tiene una superficie total de 100.59 km², de la cual 98.26 km² corresponden a tierra firme y (2.32%) 2.33 km² es agua.

## Demografía
Según el censo de 2010, había 7.257 personas residiendo en Hampden. La densidad de población era de 72,14 hab./km². De los 7.257 habitantes, Hampden estaba compuesto por el 96.76% blancos, el 0.52% eran afroamericanos, el 0.61% eran amerindios, el 0.79% eran asiáticos, el 0% eran isleños del Pacífico, el 0.25% eran de otras razas y el 1.07% pertenecían a dos o más razas. Del total de la población el 1.1% eran hispanos o latinos de cualquier raza.